# Teodoro Petkoff
Teodoro Petkoff Malek (El Batey, 3 gennaio 1932 – Caracas, 31 ottobre 2018) è stato un politico, giornalista e guerrigliero venezuelano.
È stato membro fondatore del partito Movimento al Socialismo (MAS), dopo aver abbandonato il Partito Comunista del Venezuela all’inizio degli anni Sessanta. È stato anche deputato al Congresso Nazionale del Venezuela in varie legislature, ministro dell’Ufficio Centrale di Coordinazione e Pianificazione durante la seconda presidenza di Rafael Caldera e candidato presidenziale in due occasioni. È stato fondatore e direttore del giornale Tal Cual.

## Biografia

### Primi anni di attività politica
Figlio degli immigrati ebrei Petko Pettkoff, bulgaro, e Ida Malecz (o Malek), ebrea polacca, ha avuto due fratelli: i gemelli Luben e Mirko Petkoff. Il primo è stato comandante guerrigliero.
Laureato in Economia con lode all’Università Centrale del Venezuela (UCV), dove è stato presidente del Centro degli Studenti nel 1960. Nel 1949 è entrato nel Partito Comunista del Venezuela (PCV), dove ha ricoperto posizioni di rilievo nella direzione del Politburo. Ha agito nella resistenza studentesca contro la dittatura del generale Marcos Pérez Jiménez insieme ai suoi fratelli e alla prima moglie Aurora Martinez. In questo periodo è stato arrestato, per un breve tempo, in tre occasioni.
È stato guerrigliero delle FALN (Forze Armate per la Liberazione Nazionale) come Commissario Politico, sotto il comando di Douglas Bravo. Durante il periodo della lotta armata urbana contro il governo di Romulo Betancourt ha utilizzato gli pseudonimi “Roberto”, “Teodulo Perdonomo” e ha combattuto nelle montagne di Falcón, Portuguesa e Trujillo insieme a Douglas Bravo e suo fratello Luben.
È stato arrestato in tre occasioni: la prima volta il 19 marzo 1963, fuggendo in seguito il 29 di agosto calandosi dal settimo piano dell’Ospedale Militare dove era stato trasferito dopo aver finto una malattia ingerendo, come stratagemma, mezzo litro di sangue umano. La seconda volta, dal 15 luglio 1964 al 7 febbraio 1967, data nella quale scappa dal Cuartel San Carlos, insieme a Pompeyo Marquez e Guillermo Garcia Ponce, attraverso un tunnel che era stato scavato da fuori verso l’interno della prigione. La terza e ultima volta è stata nel marzo 1969, ma quaranta giorni fu liberato grazie alla politica di pacificazione di Rafael Caldera.
Ha lasciato il PCV insieme ad altri dissidenti par fondare nel 1971 il Movimiento al Socialismo (MAS), di tendenza socialdemocratica e di cui era uno dei membri più influenti.
È stato deputato al Congresso Nazionale del Venezuela in varie legislature e candidato presidenziale alle elezioni del 1983 per questo partito, appoggiato dal Movimiento de Izquerda Revolucionaria (Movimento della Sinistra Rivoluzionaria), ottenendo il 4,7% dei voti e arrivando terzo. Fu candidato anche nel 1988 con l’appoggio degli stessi partiti. Anche in questa occasione arrivò terzo raccogliendo il 2,17% degli scrutini. È stato anche candidato alle elezioni municipali di Caracas nel 1992, dove però venne battuto da Aristobulo Isturiz.
Non si presentò alle elezioni presidenziali del 1993, ma appoggiò l’ex presidente social-cristiano Rafael Caldera che aveva abbandonato il suo partito Copei e fondato un altro chiamato Convergencia e che contava sull’appoggio di molti partiti di sinistra, incluso il MAS. Caldera vinse e nel 1996 integrò Petkoff nel suo gabinetto.

### Ministro nel Governo Caldera (1996-1999)
Petkoff ha occupato la direzione del Cordiplan (Ufficio Centrale di Coordinazione e Pianificazione) dove ha diretto l’Agenda Venezuela, un insieme di misure che cercavano di eliminare i controlli del cambio e dei prezzi, riiniziare il processo di privatizzazione e cambiare alcune norme del Sistema di Previdenza Sociale e rinforzare il Sistema di Prestazioni Sociali.

## Giornalista e scrittore

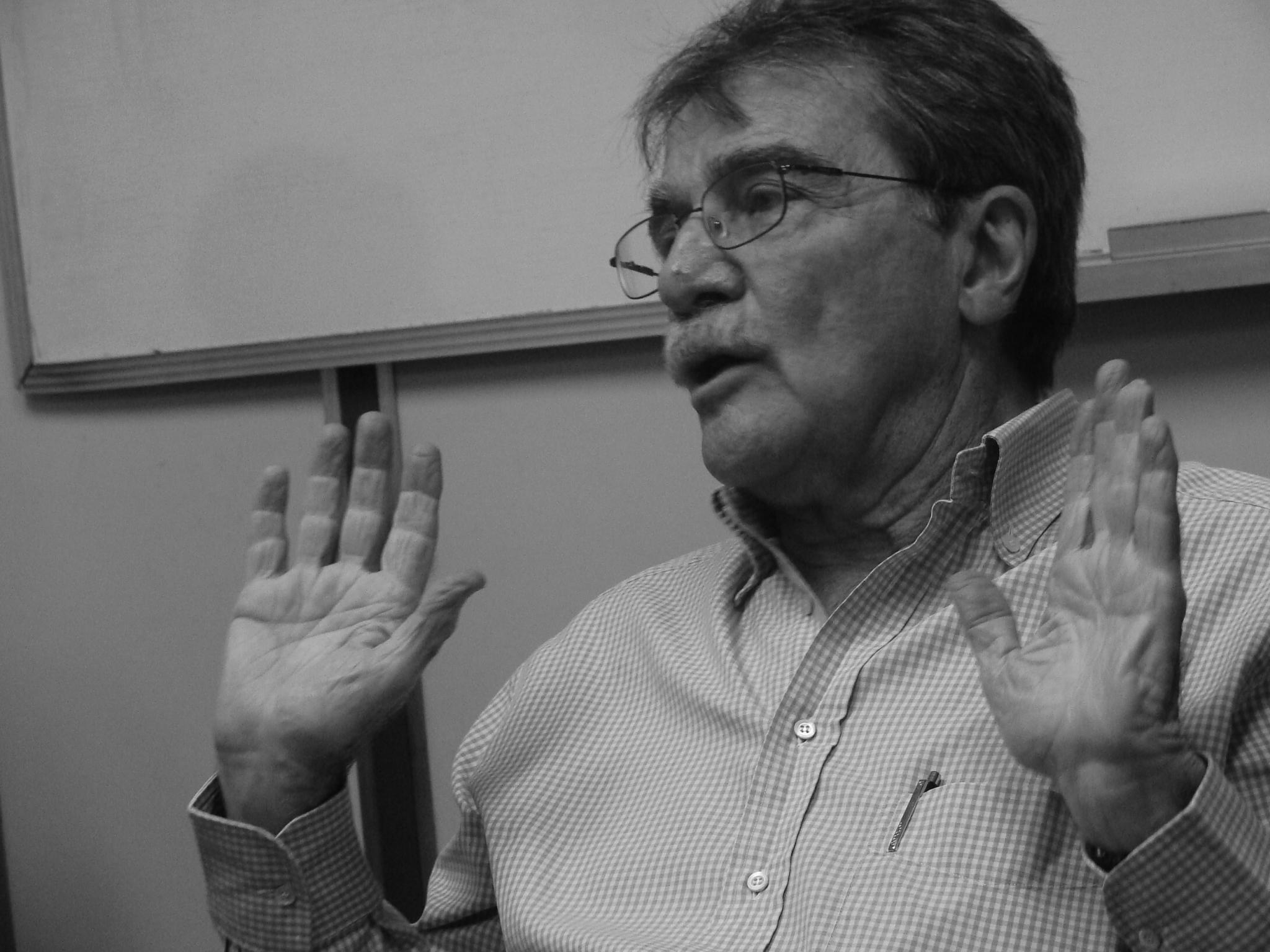
Teodoro in Caracas

Nel 1998 si separò dal MAS contrario alla linea del partito di appoggiare la candidatura di Hugo Chávez e lasciò la militanza di partito per dedicarsi al giornalismo. Ha lavorato come direttore del giornale El Mundo, per fondare Tal Cual, la cui politica editoriale è stata contraria ai presidenti Chávez e Nicolás Maduro.
Nel 2015 è stato insignito del Premio Ortega y Gasset nella categoria Traiettoria Professionale. La giuria assicuro che riconosceva all’unanimità “la straordinaria evoluzione personale che lo ha portato dai suoi inizi come guerrigliero a diventare in un simbolo della resistenza democratica attraverso il quotidiano che dirige”.
Ne Las Dos Izquierdas (2005) Petkoff analizza la rinascita dei governi di sinistra in America latina. Nel suo studio fa una differenza tra i governi di Luis Inacio Lula da Silva, Tabaré Vazquez e Ricardo Lagos, socialdemocratici o capitalisti “dal volto umano” (con rostro humano), per esempio, in contrapposizione con i governi di Chávez o Fidel Castro di tendenza comunista o socialista. Le idee principali sono presenti in un articolo pubblicato nella rivista Nueva Sociedad.

## Opere
- 1969, Checoslovaquia: el socialismo como problema, editorial Domingo Fuentes; Monte Ávila Editores, 1990, ISBN 980-01-0295-7
- 1970, ¿Socialismo para Venezuela?, editorial Domingo Fuentes
- 1973, Razón y pasión del socialismo: el tema socialista en Venezuela, editorial Domingo Fuentes
- 1976, Proceso a la izquierda: o de la falsa conducta revolucionaria, Planeta, ISBN 84-320-2509-7
- 1987, Del optimismo de la voluntad: escritos políticos, Centauro, ISBN 980-263-073-X
- 1997, Por qué hago lo que hago, Alfadil, ISBN 980-354-050-5
- 2000, Hugo Chávez, tal cual, Catarata,  ISBN 84-8319-142-3
- 2005, Dos izquierdas, Alfadil, ISBN 980-354-170-6
- 2007, El socialismo irreal, editorial Alfa, ISBN 978-980-354-221-4
- 2010, El chavismo como problema, Libros marcados, ISBN 980-6933-71-0
- 2011, El chavismo al banquillo: pasado, presente y futuro de un proyecto político, Planeta, ISBN 978-958-42-2581-8